# طركونة
طَرَّكُونَةُ (بالكاتالانية: Tarragona) هي إحدى المدن الإسبانية الساحلية. تقع المدينة في جنوب منطقة قطلونية، في شمال شرق إسبانيا وتطل على البحر الأبيض المتوسط.
مدينة طركونة هي عاصمة مقاطعة طركونة. يبلغ عدد سكانها 138.262 نسمة (وفقا لإحصائيات التعداد السكاني المؤرخ 1 يناير 2023)، وتبلغ مساحتها 55,35 كم²، في حين بلغ عدد سكان المنطقة الحضرية للمدينة برمتها حوالي 456 ألفاً.

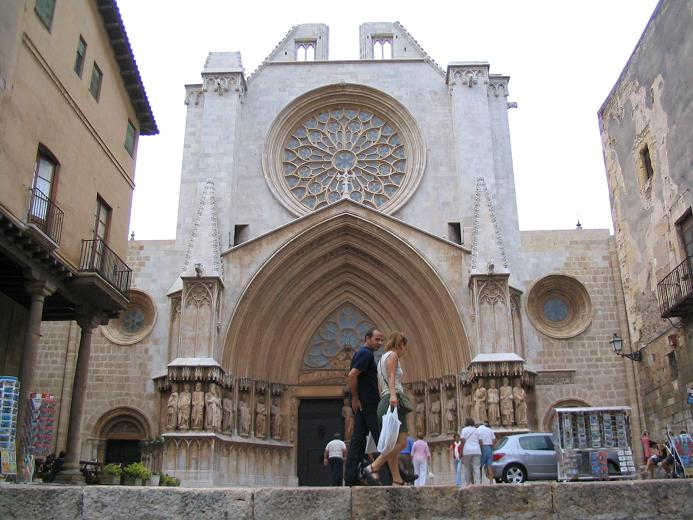
كاتدرائية طراغونة

## مدن التوأمة
- أفينيون، فرنسا، عام 1968
- ألغيرو، إيطاليا، عام 1972
- أورليون، فرنسا، عام 1978
- ستافورد، المملكة المتحدة، عام 1992
- كلاغنفورت، النمسا، عام 1996
- بوشكين، روسيا، عام 1997
- بومبي، إيطاليا، عام 2006

## أعلام
- إدوارد براديس
- آنا ماريا ماتوته
- خايمي سيلفا
- تشافييه فلورنثيو
- ناتاليا رودريغيث مارتينث
- سالفادور سادورني
- خوانا إنريكس

## وصلات خارجية
- (بالكتالونية) الموقع الرسمي لمدينة طراغونة
- (بالفرنسية) صور من طراغونة